# Euophrys albopatella
Euophrys albopatella is een spinnensoort in de taxonomische indeling van de springspinnen (Salticidae).
Het dier behoort tot het geslacht Euophrys. De wetenschappelijke naam van de soort werd voor het eerst geldig gepubliceerd in 1914 door Alexander Petrunkevitch.